# Kampas Meci
Kampas Meci is een bestuurslaag in het regentschap Dompu van de provincie West-Nusa Tenggara, Indonesië. Kampas Meci telt 1781 inwoners (volkstelling 2010).